# Еміліо де лос Сантос
Еміліо де лос Сантос (ісп. Emilio de los Santos Salcié; 12 жовтня 1902, Сан-Хуан-де-ла-Магуана, Домініканська Республіка - 10 червня 1986, Санто-Домінго, Домініканська Республіка) - домініканський державний діяч, адвокат і політик. Президент Домініканської Республіки в 1963 році.

## Біографія
Народився 12 жовтня 1903 року в Сан-Хуан-де-ла-Магуана, в родині Хуана Хуста де лос Сантоса (Дон Чучу) і Марії Антонії Сальсі. Він був одружений з Марією Боренсен, у яких було двоє дочок: Марія Крістіна де Гаррідо і Роза Маргарита де Торрес. 
Він отримав початкову освіту в рідному місті, продовживши навчання в університеті Санто-Домінго закінчивши в 1926 році юридичний факультет. Після закінчення університету працював професором.
Будучи супротивником режиму Трухільйо, неодноразово заарештовувався і тривалий час був ув'язнений.
Еміліо де лос Сантос був головою Центральної виборчої ради, яка проголосила перемогу Хуана Боша на виборах 1962 року. Після падіння президента Боша, він був 26 вересня 1963 року названий головою Тріумвірату і таким чином наступником на посаді президента Домініканської Республіки.
У грудні 1963 року відбулося повстання партизанських загонів руху «14 червня» (1J4) під керівництвом Мануеля Ауреліо Тавареса Хусто проти уряду Тріумвірату. Повстанці швидко були оточені урядовими військами і змушені здатися. Після того, як вони були взяті в полон, то їх майже всіх було вбито і лише деяким з них вдалося вижити.
Коли президент тріумвірату Еміліо де лос Сантос дізнався про те, що сталося, він негайно подав у відставку, заявивши, що він не буде співучасником у вбивстві групи молодих людей.  22 грудня 1963 року Еміліо де лос Сантос  пішов у відставку з Тріумвірату, а її головою став Дональд Рейд Кабраль.
Рішення Еміліо де лос Сантоса уйти з посади, щоб не брати далі участі в ролі забійника, отримує повагу у частиниах населення Домініканської Республіки.
До своєї смерті Еміліо де лос Сантос працював у юридичній компанії у Санто-Домінго і користувався високою репутацією адвоката. Мешкав у скромних умовах. Навіть за часів свого президентства він використовував лише громадський транспорт, щоб дістатися до урядового палацу. 

## Зовнішні посилання
- Emilio de Los Santos. [Архівовано 16 квітня 2008 у Wayback Machine.]